# Lahore fort
Lahore fort är ett fort i Lahore, Punjab, Pakistan, som stod klart år 1560 och uppfördes på order av Akbar den store. Innanför murarna finns marmorpalats och moskéer från Shah Jahans tid som kejsare. 